# 柏特·芒羅
詹姆斯·赫伯特·芒羅  (Herbert James "Burt" Munro、1899年3月25日 – 1978年1月6日)是一位紐西蘭摩托車賽車手， 最出名的成就是在1967年8月26日在美國博納維爾鹽灘 達成史上1,000 cc 以下摩托車最快紀錄，這項紀錄至今未被打破。 當時芒羅達成這項最快紀錄時已高齡68歲， 並且是騎乘他那台已47年的摩托車。
在1920年時,芒羅購買當時同年款的印第安摩托車，並且開始在他因弗卡吉爾的家中，花了足足20年大幅度的改造這台摩托車。 芒羅在1938年達成了他的第一個最快紀錄， 並且在之後陸陸續續創下了七個之多的紀錄。為了要試圖要達到世界最快紀錄，他開始遊歷到美國博納維爾鹽灘。 在他一生共造訪過十次鹽湖城，並且在那創立了三項世界最快紀錄，其中一項至今仍然保持著不敗。
基於他的奮鬥與成功的故事被翻拍成電影超速先生(2005)，由奧斯卡金像獎影帝安東尼·霍普金斯主演，而安東尼·霍普金斯也表示，飾演芒羅是他認為從影生涯中最容易飾演的角色之一，因為他們兩人對於人生的經歷觀有很多相像之處。

## 早年生活
芒羅出生於1899年的因弗卡吉爾。他的雙胞胎姊姊在出生時就已過世了 而芒羅成長於紐西蘭的伊登戴爾，因弗卡吉爾東方的農場。 
芒羅喜歡他騎著他們家最快的馬在農場跑來跑去，儘管他父親的不喜歡他這樣做，但芒羅還是在他年輕的時候就已展獻出"飆速"的興趣與熱誠。芒羅經常往返於因弗卡吉爾的火車站與港口，因為這是一段可以展現飆速快樂的一段路程。在當汽車，摩托車與飛機的問世後，柏特希望能夠去農場外的世界，但當時柏特的家人反對他離開農場到外面生活，而他也漸漸的為每天在農場的反覆做同樣的工作感到厭倦，直到第一次世界大戰的開打，他終於有機會能去外面的世界看看，於是他在能參戰的最小年齡就從軍去了。
在第一次世界大戰之結束後，芒羅的父親賣掉了農場。當時芒羅的父親賣掉了農場後，芒羅開始參與奧蒂拉隧道的興建工程，直到他的父親另外購置了新的農場才回到家中幫忙。 在他成為職業摩托車賽車手之後，1929年爆發的經濟大恐慌，使得他回到家中。爾後他當過摩托車銷售員與技師, 並且他在澳洲的墨爾本與奧勒地海灘比賽，這些比賽使他成為在紐西蘭摩托車界中頂尖的賽車手。
在第二次世界大戰結束後，芒羅與他的妻子離婚，而那時他也毅然決然地離開了他長期居住且改造車輛的車庫。

## 生涯挑戰
芒羅的摩托車是印第安摩托車工廠產品線中很早期生產的機種，是從美國工廠中出產的第627台摩托車。芒羅的摩托車原本的最高時速為時速89公里/小時，當然這樣的速度表現並不能滿足芒羅，於是他下定決心開始改造他那台心愛的印第安摩托車。
當時芒羅在改造他的摩托車時(當時他也有一台1936年的Velocette MSS)，有兩個艱難的挑戰，一個是他缺少資金，另一個則是他是個全職的摩托車銷售員。因此他經常需要熬夜工作，而到了早上則去上班，也曾經有過整夜都沒睡，早上繼續去上班的經歷。
由於芒羅的收入有限，他無法負擔製作專業精密的原件或工具，所以他經常自行製作元件與工具。例如他會把舊鐵罐拆掉，以便於製作汽缸、活塞或引擎的飛輪等。他亦使用舊輪框當作他的測微器 。
芒羅自行製作的元件，在每次跑10分鐘的賽程就需要拆解下來，並且重新製造。他非常致力於極速的要求，而且無安全性的考量。
修改到最後，印第安摩托車的引擎改造成950cc(原本為600cc)，並且是三速鏈條傳動系統。
芒羅稱他的摩托車為芒羅特製號，現在被一位南島的摩托車愛好者所收藏，目前展示在因弗卡吉爾的Eben Ernest Hayes 。亦有另一台宣稱是最原本的芒羅特製號在威靈頓的紐西蘭國立博物館 。

## 鹽湖城與飆速週
位於猶他州西北邊的鹽湖城是一個世界知名的測試汽機車極速的場地。通常在八月中下旬的飆速週，世界各地的汽機車愛好者都會聚集到鹽湖城。
芒羅一生共拜訪過鹽湖城十次，第一次去的目的是見識見識。而往後的他在鹽湖城比賽的九次中，共創下三項世界紀錄，分別是1962、1966與1967年。他有一次在非官方比賽中跑出時速達320公里/小時的紀錄，由於是在非官方比賽中，此紀錄並未列入。

## 個人生活
芒羅與他的前妻佛羅倫斯·貝羅·馬丁共有四個孩子，分別是約翰、六月、瑪格莉特與關。他們於1927年結婚，1947年離婚。
在1950年代晚期，芒羅開始受心絞痛所苦，於1977年時罹患局部性中風，爾後入院治療。
在此之時，他發現身體的協調能力已喪失，在挫敗之餘，他希望他的摩托車能夠繼續留在南島，他將兩台摩托車賣給當地的經銷商。
芒羅於1978年1月6日逝世，享年78歲。

## 個人紀錄
- 1962年於883cc賽級中以他的850cc摩托車創下時速288公里/小時的紀錄
- 1966年於1000cc賽級中以他的920cc摩托車創下270公里/小時的紀錄
- 1967年1000cc賽級中以他的950cc摩托車創下295公里/小時的紀錄。他單趟最高速度達到305公里/小時，這是官方紀錄中最快的印地安那摩托車，而非官方紀錄則是到達了起飛速度331公里/小時
- 2006年他被入選為美國摩托車協會(American Motorcyclist Association]的摩托車名人堂
- 2014年，他兒子約翰發現1967年紀錄，美國摩托車協會計算有誤，重新認證後，紀錄更改為296.2593公里/小時

## 芒羅精神摩托車
在2013年三月，印地安那摩托車做了個驚人的宣布，在位於加州長灘的Jeb's Metal and Speed 的協助下，他們開始會客製化製作流線型的芒羅精神車款。這台摩托車將會使用用於2014年車款中的Thunder Stroke 111 引擎。印地安納公司表示這精神將是對芒羅對於印地安那摩托車與所有印地安那舊款的致敬。此款芒羅精神將會是由手工打造製成，共需90天製造。